# Johny Goedert

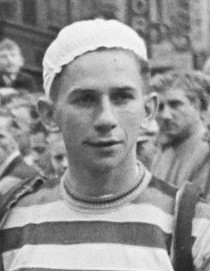
Johny Goedert (1952)

Johny Goedert (* 17. Juni 1929 in Kayl/Teiteng; † 17. Juni 2013 in Bad Mondorf) war ein Radrennfahrer aus Luxemburg.
1943 begann er mit dem Radsport im Verein Union Cycliste aus Esch an der Alzette. Rasch stellten sich erste Erfolge ein, u. a. gewann er das am 11. April 1948  ausgetragene renommierte Criterium des Jeunes über drei Etappen. Mit kaum zwanzig Jahren gewann er 1949 die erste Etappe der Luxemburg-Rundfahrt für Amateure.  Er wurde vom luxemburgischen Verband daraufhin für die UCI-Straßen-Weltmeisterschaften 1949 in Kopenhagen nominiert, wo er den 10. Platz belegte.
1951 wechselte er ins Lager der Berufsfahrer zur französischen Terrot-Mannschaft. Ihm gelang 1952 sein wohl größter Erfolg als luxemburgischer Meister im Straßenrennen. Anschließend nahm er bei der Tour de France als Helfer für seinen Kapitän Stan Ockersteil und beendete die Rundfahrt auf dem 57. Platz. Im selben Jahr platzierte er sich als 24. bei der in Luxemburg ausgetragenen Straßen-Weltmeisterschaft. 
Ab 1953 verlegte er seinen sportlichen Schwerpunkt auf Querfeldeinrennen. Hier wurde er 1953 Landesmeister und belegte bei den nationalen Championats 1954 und 1956 den zweiten Platz. An den Querfeldein-Weltmeisterschaften nahm er viermal teil. Sein bestes Weltmeisterschaftsergebnis war ein fünfter Rang 1954 in Crenna di Gallarte.